# Uwebraunia juvenis
Uwebraunia juvenis är en svampart som beskrevs av Crous & M.J. Wingf. 1996. Uwebraunia juvenis ingår i släktet Uwebraunia och familjen Mycosphaerellaceae.   Inga underarter finns listade i Catalogue of Life.